# Стефані Кволек
Сте́фані Луї́за Кво́лек (англ. Stephanie Louise Kwolek; 31 липня 1923 — 18 червня 2014)  — американська вчена польського походження, хімік. Винахідниця пара-амідного (поліпарафенілен-терефталамідного) синтетичного волокна, у п'ять разів міцнішого за сталь, відомого під торговою маркою «Кевлар». Кволек здобула безліч нагород за свої роботи у галузі хімії полімерів.

## Ранні роки і освіта
Стефані Кволек народилася в Нью-Кенсінгтоні, штат Пенсільванія, в 1923 році. Її батько, Джон Кволек (від пол. Chwałek), помер, коли їй було 10 років. Він був металургом, але також натуралістом-аматором. Кволек перейняла від нього інтерес до науки, а від матері, Неллі Зайдель Кволек, інтерес до моди і вміння працювати з тканинами (в дитинстві Кволек навіть хотіла стати дизайнером одягу). Стефані навчалась у католицькій школі в Нью-Кенсінгтоні, а в 1946 році закінчила коледж Маргарет Моррісон Карнегі (англ. Margaret Morrison Carnegie College), нині відомий як Університет Карнегі-Меллон, отримавши ступінь в області хімії. Кволек планувала студіювати медицину і сподівалась, що зможе зібрати грошей на медичну освіту за рахунок підробітку у хімічній галузі.

## Кар'єра в DuPont
В 1946 році Вільям Гейл Чарч (William Hale Charch), майбутній наставник Кволек, познайомившись із нею, запропонував їй посаду у філіалі DuPont у Баффало, штат Нью-Йорк. Хоч Кволек думала лише про тимчасовий підробіток в DuPont, з часом вона досить зацікавилась роботою і відмовилася від медичної кар'єри. Кволек переїхала в Вілмінгтон, штат Делавер у 1950 році, щоб працювати у відкритій незадовго до того Лабораторії передових досліджень (англ. Dupont's Pioneering Research Laboratory), де продовжила працювати під керівництвом Чарча. У 1959 році вона отримала нагороду від Американського хімічного товариства (ACS). Тоді ж вона написала свою найбільш цитовану статтю, у співавторстві з Полом Морганом, «Трюк з нейлоновою мотузкою» (англ. The Nylon Rope Trick), де описувалося як досягти полімеризації при атмосферному тиску і кімнатній температурі. Зараз цей експеримент є популярною демонстрацією на уроках хімії в США.

## Створення кевлару
У DuPont Кволек займалася низькотемпературною конденсацією полімерів. Особливого успіху вона досягла у роботі з ароматичними поліамідами. На початку 60-х вона змогла знайти умови полімеризації для синтезу полі-м-фенілен-ізофталаміду (англ. poly-m-phenylene isophthalamide), який у 1961 році DuPont почав продавати як вогнестійке волокно під торговою маркою Nomex.
У 1964 році, в очікуванні дефіциту нафти, група Кволек у DuPont розпочала пошук легкого, але міцного синтетичного волокна для використання як армувального матеріалу в автомобільних шинах. Полімери, з якими вона працювала у той час, поліпарафенілен-терефталат і полібензамід, утворювали рідкі кристали — на той час явище унікальне для полімерів. Отримана мутна речовина, що ставала молочною при перемішуванні, спочатку не зацікавила дослідницю, і вона працювала далі з іншими речовинами — через те що вона була мутна і нев'язка, були побоювання, що вона може пошкодити прядильну машину (лабораторний апарат, який видаляв з розчину вологу, лишаючи сухі волокна). Проте через деякий час вона все ж переконала колегу, який завідував апаратом, спробувати отримати волокна з рідини. Вони виявилися жорсткі і міцні, на відміну від ламкого нейлону. Їх міцність на одиницю ваги була в 5 разів вищою за сталь, при значно меншій густині. Керівництво лабораторії розуміло значення цього відкриття, і нова галузь хімії полімерів почала швидко розвиватись. До 1971 року було отримано сучасний кевлар. Кволек, однак, не брала активної участі у розробці технологій створення виробів з кевлару.
У 1980 році вона отримала нагороду від Американського хімічного товариства за «Творчий винахід».

## Після DuPont
У 1986 році Кволек покинула пост наукового співробіника компанії DuPont, але продовжувала працювати консультанткою компанії. Була членом Національної дослідницької ради і Національної академії наук. За 40 років роботи хімікинею вона отримала за різними підрахунками від 17 до 28 патентів. Після виходу на пенсію Кволек займалася численними хобі, такими як шиття і садівництво.
У 1994 році вона стала лауреаткою премії Кілбі.
У 1995 році вона стала четвертою жінкою, що була уведена до Національної зали слави винахідників. Також у цьому році вона отримала Внутрішню нагороду компанії DuPont, медаль Лавуаз'є. До самої смерті вона лишалася єдиною жінкою яка отримала цю нагороду.
У 1996 році отримала Національну медаль технологій та інновацій, а у 2003 році її прийняли до Національної зали слави жінок.
У 1997 році вона отримала медаль Перкіна, найвищу відзнаку хімічної галузі в США, від Американського товариства хімічної промисловості. Вона стала другою жінкою що здобула цю нагороду.
У 1999 році Кволек отримала премію Лемельсона від MIT.
У 2003 році її було введено до Національної зали слави жінок за її наукові досягнення.
У 2013 році була видана її біографія у формі книги для дітей під назвою «The Woman Who Invented the Thread That Stops the Bullets: The Genius of Stephanie Kwolek» написана Едвіном Віков.
Стефані Кволек померла у віці 90 років 18 червня 2014. У день її смерті DuPont оголосив що продав мільйонний кевларовий бронежилет.